# Tympanon (technika)

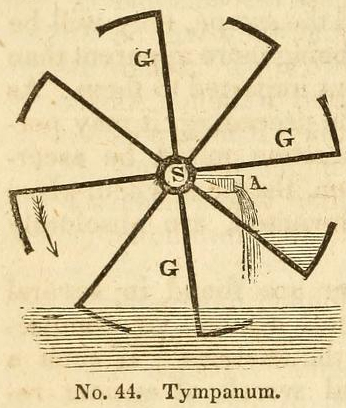
Schematyczny przekrój tympanonu

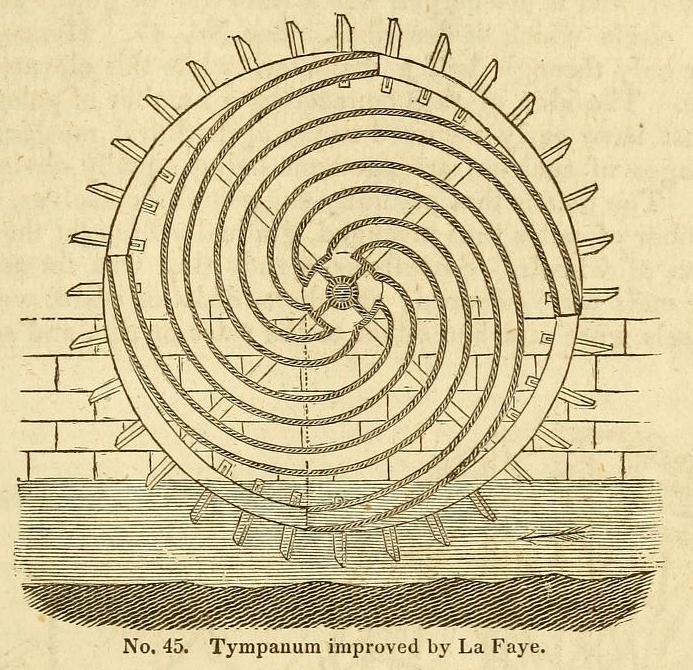
Ulepszony tympanon z XIX wieku

Tympanon (stgr. τύμπανον týmpanon – bęben, łac. tȳmpănŭm) – starożytny czerpak bębnowy do wody, napędzany siłą mięśni ludzkich.
Urządzenie to służyło do szybkiego czerpania dużych ilości wody i przenoszeniu jej na niewielką wysokość. Dużych rozmiarów bęben podzielony był na 8 rozmieszczonych promieniście wewnętrznych przegród z otworami na obwodzie, przez które podczas obrotu bębna wlewała się woda. Połączony był z sąsiadującym mniejszym bębnem (o pojemności równej jednej przegrodzie bębna głównego), z którego woda przez otwory spływała do odprowadzającego koryta. Tympanon uruchamiano za pomocą dodanego (wmontowanego) z boku koła z wewnętrznymi poprzeczkami, po których jak po stopniach drabiny stąpał robotnik.
W Egipcie tympanon zastąpił używany w epoce faraońskiej szaduf, umożliwiający proces przenoszenia wody na wyższy poziom (stgr. antlesmos). Uchodził za wynalazek czasów ptolemejskich, podobnie jak zbliżone w konstrukcji i działaniu urządzenie zwane kołem perskim (sakija).